# Кавакамі Томоко
Томоко Кавакамі (яп. 川上 とも子, Кавакамі Томоко, 25 квітня 1970 — 9 червня 2011) — японська акторка та сейю.

## Біографія
Томоко Кавакамі народилася 25 квітня 1970 року в Токіо (Японія).
У 1994 році вона почала кар'єру акторки кіно та озвучування. У кіно вона знімалася набагато рідше, чим займалася озвучуванням персонажів у будь-яких проектах. Усього на її рахунку, як акторки кіно та озвучування, близько 90-та робіт.
Померла в 41-річному віці після 2 роки і 10 місяців лікування від раку яєчника 9 червня 2011 у Токіо (Японія).

## Відомі ролі
- Air (гра) — Місудзу Каміо
- Ельфійська пісня — Маріко
- Бліч — Сой Фонґ
- Doki Doki School Hours — Акане Кобаясі
- Chrono Crusade — Розетта Крістофер
- Maburaho — Рін
- Gensomaden Saiyuki — Лірін
- Хроніки дванадцяти королівств — Ранґяку
- Шаман Кінґ — Піріка Усуї
- A Little Snow Fairy Sugar — Суґар
- Hikaru no Go — Хікару Сіндо
- Rune Soldier — Міріель
- Angelic Layer — Мадока Фуджісакі
- Inuyasha — Гарі
- Puni Puni Poemi — Муцумі Аасу
- NieA_7 — Карна
- I'm Gonna Be An Angel! — Ноель
- Ловець карт Сакура — Ріка Сасакі
- Revolutionary Girl Utena — Утена Тендзьо
- The Mysterious Play — Тіріко
- Kanon — Саюрі Курата
- Kara no Kyōkai — Шікі Рьоґі (радіопостановка)